# Berdoues
Berdoues är en kommun i departementet Gers i regionen Occitanien i sydvästra Frankrike. Kommunen ligger i kantonen Mirande som tillhör arrondissementet Mirande. År 2022 hade Berdoues 421 invånare.

## Befolkningsutveckling
Antalet invånare i kommunen Berdoues
Referens:INSEE